# Tunjiška Mlaka
Tunjiška Mlaka este o localitate din comuna Kamnik, Slovenia, cu o populație de 297 de locuitori.